# Dwight Hardy
Dwight Junior Hardy (nacido el 2 de diciembre de 1987 en Bronx, New York) es un jugador de baloncesto estadounidense. Con 1.88 de estatura, juega en el puesto de escolta y actualmente está sin equipo.

## Carrera
Formado en Indian Hills CC y St. John's Red Storm, llega a Italia en 2011 para jugar Liga Due y LEGA. 
En 2014, abandona Italia para firmar por el Trabzonspor Basketbol. Un año más tarde, renueva por dos temporadas.
Durante la primera parte de la temporada 2020-21 juega en las filas del OGM Ormanspor de la BSL turca, en el que promedia 9,1 puntos por encuentro, hasta que rescinde su contrato con el conjunto turco el 6 de enero de 2021.